# Ausiàs March

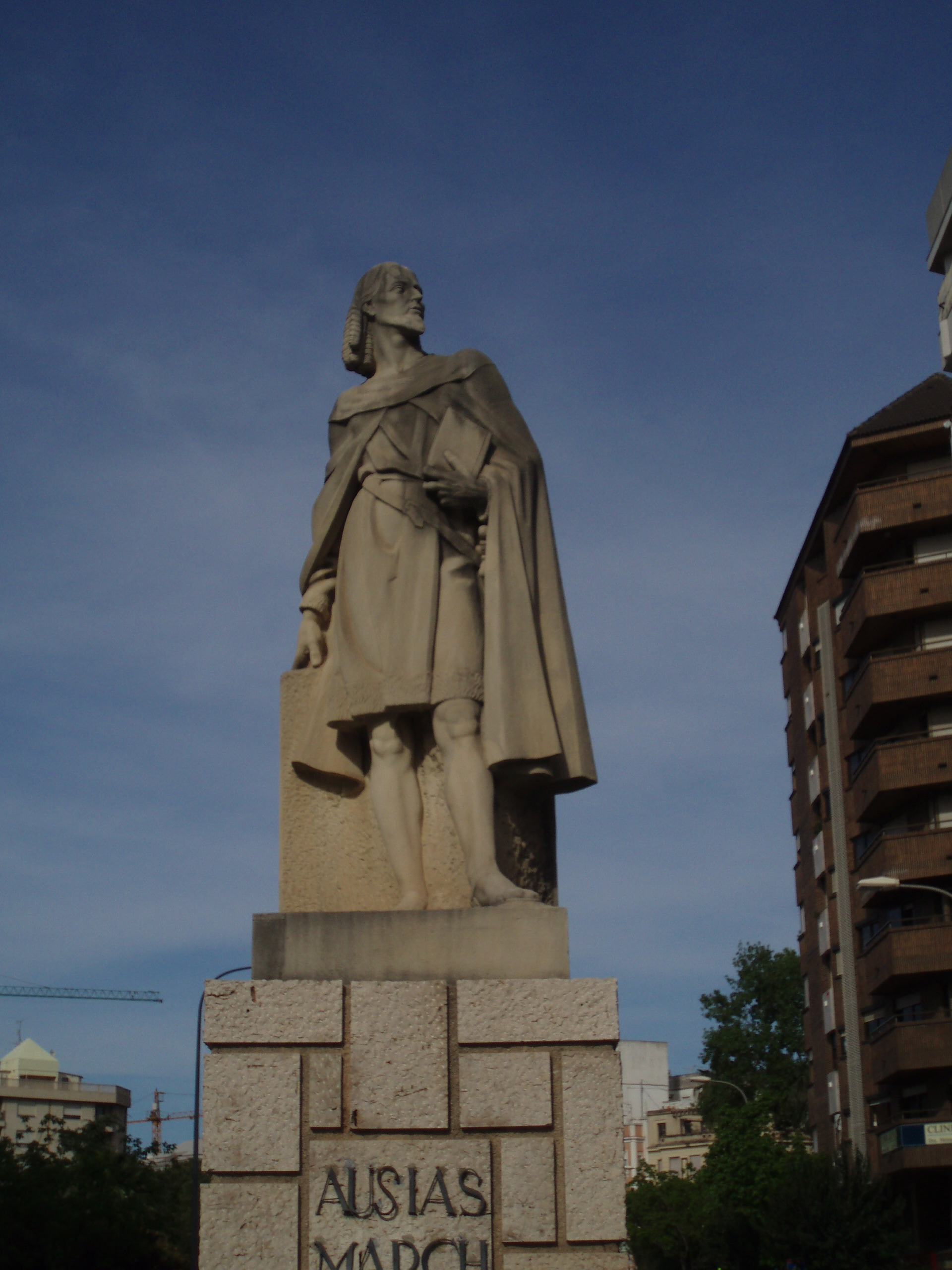
Denkmal zu Ausiàs March in Gandia, geschaffen von José Rausell

Mossèn Ausiàs March (* um 1397 in Gandia, Provinz Valencia; † 3. März 1459 in Valencia) war ein valencianischer Schriftsteller und Ritter des späten Mittelalters. Er gilt als einer der bedeutendsten Dichter der katalanischen Sprache.

## Leben
Ausiàs March wurde um 1397 vermutlich in Gandia (andere Quellen nennen Valencia) als Sohn des Dichters und Ritters Pere March und Lionor Ripoll in eine wohlhabende Familie geboren, die aus dem Bürgerstand in den Ritterstand aufgestiegen war. 1415, zwei Jahre nach dem Tode seines Vaters, ging er an den valencianischen Königshof, wo er 1419 zum Ritter geschlagen wurde. Von 1420 bis 1424 nahm er an den Feldzügen teil, die Alfons V. von Aragón im Mittelmeerraum unternahm, unter anderem nach Korsika und Nordafrika. Der König dankte ihm seine Dienste, indem er ihn zum Herren über jene Ortschaften machte, die sein Vater einst verwaltet hatte. Außerdem ernannte er ihn zum Falknermeister des valencianischen Königshofes, eine Stellung, die weitere Privilegien bedeutete. Das erste Mal heiratete March 1437. Seine Gattin war Isabell Martorell, die Schwester von Joanot Martorell, dem Autor von Tirant lo Blanc. Kurze Zeit nach ihrem Tod heiratete er 1443 Joana Escorna. Sie starb 1454. Beide Frauen sind im Kloster Sant Jeroni de Cotalba begraben. Beide Ehen blieben kinderlos, aus Marchs Testament geht jedoch hervor, dass er mindestens fünf uneheliche Kinder hatte. Ausiàs March starb am 3. März 1459 in Valencia.

## Werk
Marchs Werk besteht aus 128 Gedichten mit insgesamt über 10.000 Versen, die von der Literaturwissenschaft in thematische Zyklen unterteilt werden. Diese Zyklen sind
- Els cants d’amor (Die Lieder der Liebe)
- Els cants de mort (Die Lieder des Todes)
- El cant espiritual (Das spirituelle Lied)

### Sprache
Während sich die Dichter seiner Zeit an der Trobadordichtung orientierten und ihre Werke in der Sprache dieser Dichtung, dem Altokzitanischen, verfassten, bediente sich March als erster Dichter überhaupt seiner katalanischen Muttersprache.

### Stil
Stilistisch hingegen blieb March der Trobadordichtung verhaftet. Er verwendete hauptsächlich Kreuzreime in achtversigen Strophen mit Einschnitt nach dem vierten Vers. Aber auch der umarmende Reim (ABBACDDC EFFEGHHG) kommt verstärkt vor.

### Thematik
Thematisch distanzierte sich March deutlicher von der Trobadordichtung, die er als abgehoben und weltfremd ansah. Seine Dichtung ist eine ständige Auseinandersetzung mit dem menschlichen Dasein, und ein großer Teil seines Werkes dreht sich um sein eigenes Leben und persönliche Erfahrungen. Deutlich wird das an den „Els cants de mort“, die kurze Zeit nach dem Tod seiner zweiten Frau entstanden.
Auch fehlt bei March die für Troubadour-Dichter typische Idealisierung einer Frau, wie sie in der höfischen Liebe zum Ausdruck kommt. Bei ihm sind Frauen menschliche Wesen mit Stärken und Schwächen, Tugenden und Lastern. Dementsprechend erschöpft sich in seiner Dichtung die Beschreibung einer geliebten Frau nicht in einem Lob ihrer Schönheit, sondern thematisiert auch ihre charakterlichen Eigenschaften.

## Bedeutung
Ausiàs Marchs Dichtung überwand die damals geltenden Normen der Trobadordichtung und wirkte auf viele Zeitgenossen aufrichtiger, lebensnäher, weniger abgehoben als diese. Das machte ihn bereits zu Lebzeiten zu einem vielbeachteten Dichter, obwohl sein Werk gedruckt erstmals 1539 erschien. Er beeinflusste zahlreiche bedeutende Schriftsteller der iberischen Halbinsel, unter ihnen Garcilaso de la Vega und Diego Hurtado de Mendoza y Guevara. Nach Meinung mancher Literaturwissenschaftler besteht die katalanische Literatur des 16. Jahrhunderts im Wesentlichen aus Versuchen, Ausiàs Marchs Dichtung zu imitieren.